# Van Dik Hout (album)
Van Dik Hout is het debuutalbum van de Nederlandse popband Van Dik Hout. Het album kwam uit in 1994 op het label Bananas. Het bekendste nummer van het album is Stil in mij. Dit nummer is meerdere keren gekozen door luisteraars van 3FM als beste Nederlandse popplaat. Naast Stil in mij zijn de nummers Alles of niets, Meer dan een ander / Laarzen aan mijn voeten en 's Nachts in mijn dromen uitgebracht als single. Van alle uitgebrachte singles van dit album heeft Stil in mij de hoogste notering gehad in de Nederlandse Top 40 met een 23e plaats.

## Nummers
1. "Baksteen & het water" - 3:43
2. "Water & vuur" - 4:28
3. "Dichterbij" - 5:24
4. "Laarzen aan mijn voeten" - 4:27
5. "Stil in mij" - 4:04
6. "Roze bloemen" - 4:41
7. "'s Nachts in mijn dromen" - 4:32
8. "Zoet & zacht" - 5:20
9. "Een geloof" - 4:53
10. "Alles of niets" - 4:58
11. "Meer dan een ander" - 9:18

## Muzikanten
- Martin Buitenhuis - Zang
- Benjamin Kribben - Basgitaar
- Dave Rensmaag - Gitaar
- Sandro Assorgia - Gitaar, Piano
- Louis de Wit - Drums